# Masatoshi Shima

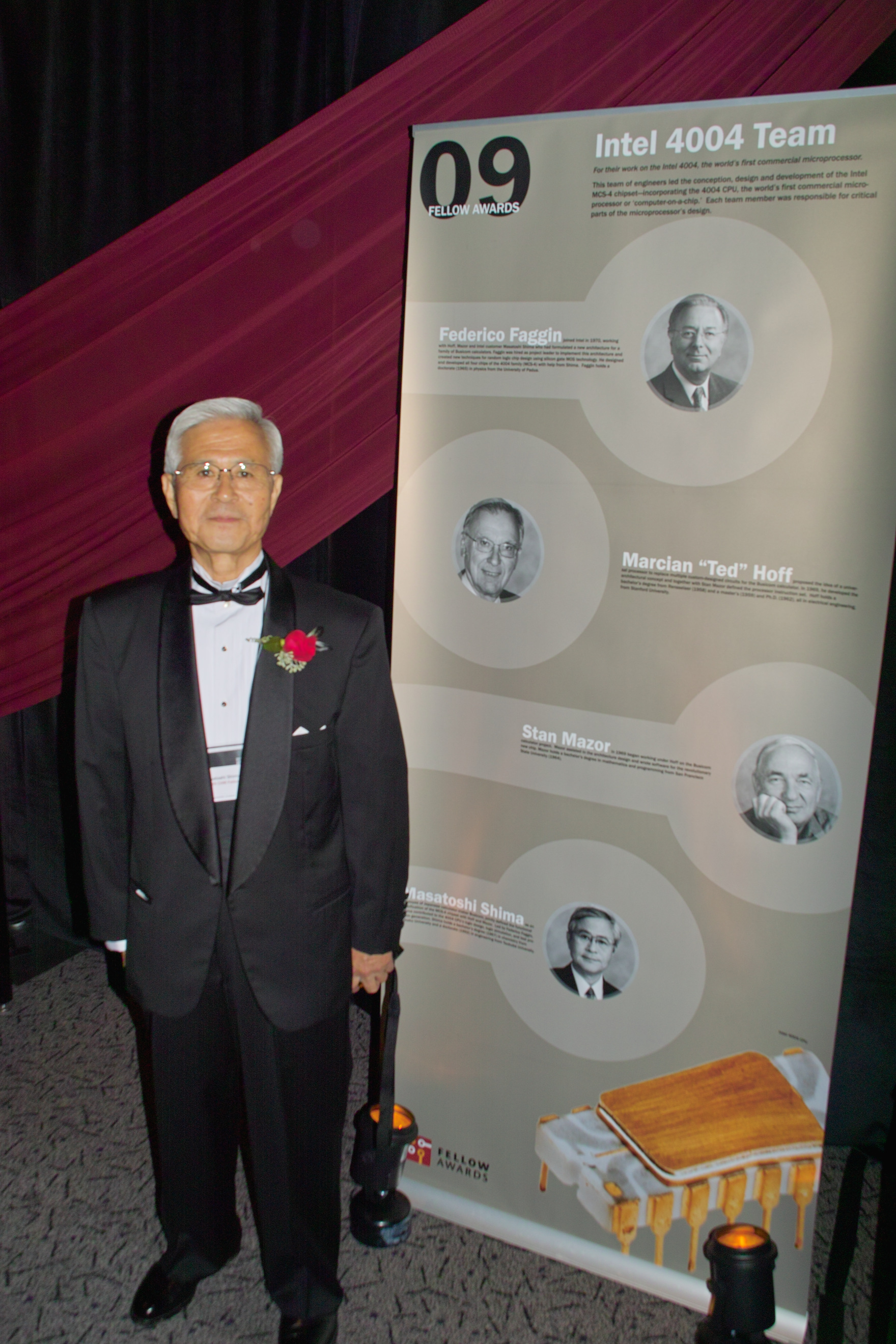
Masatoshi Shima in 2009

Masatoshi Shima (Japans: 嶋正利, Shima Masatoshi) (Shizuoka, 22 augustus 1943) is een Japans schei- en natuurkundige en een van de ontwerpers van 's wereld eerste microprocessor, de Intel 4004.

## Biografie
Shima studeerde organische scheikunde aan de Universiteit van Tohoku in Sendai, waar hij in 1967 zijn bachelor haalde. In 1991 verkreeg hij zijn doctoraat aan de Tsukuba-universiteit. Vanwege de slechte arbeidsvooruitzichten op het gebied van de scheikunde besloot hij te gaan werken voor Busicon, fabrikant van rekenmachines. Daar leerde hij alles over software en het ontwerpen van digitale schakelingen.
In 1969 gaf Busicon het jonge Amerikaanse bedrijf Intel de opdracht om een nieuwe, zeer kleine microchip te ontwerpen voor een nieuwe generatie zakrekenmachines. Busicon koos voor Intel omdat dat bedrijf de technologie bezat om silicon-gate MOS-chips te produceren. Op basis van de door Marcian Hoff bedachte microprocessor ontwierp Shima samen met Hoff, Stanley Mazor en Federico Faggin bij Intel de 4004-microprocessor.
Shima werd vervolgens gerekruteerd door Intel om een andere microprocessor te ontwerpen, de latere Intel 8-bit microprocessor 8080 (hij was niet betrokken bij de creatie van de 8088 en 8086). In 1975 vertrok hij naar het bedrijf Zilog – opgericht door Faggin en Ungermann – om de Z80-processor te ontwerpen. Deze werd gevolgd door de 16-bit processor Z8000.
In 1980 keerde hij terug naar Japan als directeur van de Intel Design Center. In 1986 richtte hij het bedrijf VM Technology op om x86 compatibele processoren te ontwikkelen, waaronder de VM860 en de VM8600. In 2000 werd hij benoemd tot professor aan de Aizu-universiteit, om vier jaar later met pensioen te gaan.

## Erkenning
Samen met de andere medeontwikkelaars van de Intel-4004, Hoff, Faggin en Mazor, ontving Shima in 1997 de Kyoto-prijs.